# Riềng gagnepain
Riềng gagnepain (danh pháp hai phần: Alpinia gagnepainii) là cây thân thảo thuộc họ Gừng.
Cây mọc ven rừng nhiệt đới ẩm.
Cây có mặt ở Việt Nam (các khu vực: Hà Nam, Ninh Bình, Thanh Hóa).